# Anthropologie écologique
L'anthropologie écologique est un sous-domaine de l'anthropologie se définissant comme "l'étude des adaptations culturelles aux environnements". Elle est également définie comme "l'étude des relations entre une population d'humains et leur environnement biophysique". L'objet de ses recherches porte sur "comment les croyances et les pratiques culturelles ont permis aux populations humaines à s'adapter à leur environnement, et comment les gens ont utilisé des éléments de leur culture pour gérer leurs écosystèmes". L'anthropologie écologique s'est développée à partir de l'approche de l'écologie culturelle tout en fournissant un cadre conceptuel plus adapté à la recherche scientifique. Les recherches menées dans le cadre de cette approche visent à étudier un large éventail de réponses humaines aux problèmes environnementaux.